# Châtenois (tổng)
Tổng Châtenois là một tổng của Pháp, tọa lạc tại tỉnh Vosges trong vùng Lorraine của Pháp.

## Phân chia hành chính
Tổng Châtenois được chia thành 25 xã:
- Aouze
- Aroffe
- Balléville
- Châtenois (chef-lieu)
- Courcelles-sous-Châtenois
- Darney-aux-Chênes
- Dolaincourt
- Dommartin-sur-Vraine
- Gironcourt-sur-Vraine
- Houécourt
- La Neuveville-sous-Châtenois
- Longchamp-sous-Châtenois
- Maconcourt
- Morelmaison
- Ollainville
- Pleuvezain
- Rainville
- Removille
- Rouvres-la-Chétive
- Saint-Paul
- Sandaucourt
- Soncourt
- Vicherey
- Viocourt
- Vouxey

## Hành chính
| Ngày bầu                                  | Tên                   | Đảng | Chức vụ                                                  | Tư cách              |
| ----------------------------------------- | --------------------- | ---- | -------------------------------------------------------- | -------------------- |
|                                           | Jean-Pierre Florentin | UMP  | Phó chủ tịch phụ trách nông nghiệp và thiết bị cộng đồng | Thị trưởng Châtenois |
| Dữ liệu trước đây không còn được biết rõ. |                       |      |                                                          |                      |